# Eurillas latirostris
Eurillas latirostris е вид птица от семейство бюлбюлови (Pycnonotidae).

## Разпространение
Видът е разпространен в Ангола, Бенин, Бурунди, Габон, Гана, Гвинея, Екваториална Гвинея, Камерун, Демократична република Конго, Република Конго, Кот д'Ивоар, Кения, Либерия, Нигерия, Руанда, Сенегал, Сиера Леоне, Судан, Танзания, Того, Уганда, Централноафриканската република и Южен Судан.